# Halka (sång)
Halka är den andra singeln från den svenska gruppen Kents andra album Verkligen och gruppens sjätte singel totalt. Låten skrevs av sångaren Joakim Berg och producerades av Nille Perned. Singeln släpptes den 29 april 1996 och nådde som högst plats 36 på den svenska singellistan, en av deras lägsta placeringar hittills.
Zmago Smon spelar bas på denna låt.

## Låtlista
1. "Halka" – 3:03
2. "Att presentera ett svin" – 3:41
3. "Gummiband" – 4:00

## Listplaceringar
| Lista (1996) | Topplacering |
| ------------ | ------------ |
| Sverige      | 36           |